# Простјејов
Просћејов, Простијејов или Простјејов (чеш. Prostějov) град је у Чешкој Републици, у области Моравске. Преров је трећи по величини град самоуправне јединице Оломоуцки крај, а седиште је истоименог управног округа Простјејов.
Простјејов је највеће насеље у Чешкој Републици које нема права статутарног града.

## Географија
Простјејов се налази у источном делу Чешке републике. Град је удаљен од 260 км источно од главног града Прага, а од првог већег града, Брна, 64 км североисточно.

### Рељеф
Простјејов се налази у средишњем делу историјске чешке земље Моравске. Град се налази у северном делу Средњоморавске котлине, на приближно 220 м надморске висине. Терен у граду и околини је заталасан. Западно од града издиже се Драханско горје.

### Клима
Клима области Простјејова је умерено континентална.

### Воде
Град Простјејов се налази на пар потока, који се низводно уливају у реку Мораву.

## Историја
Подручје Простјејова било је насељено још у доба праисторије. Насеље под данашњим називом први пут се у писаним документима спомиње у 1141. године као словенско насеље, а насеље је у 1390. добило градска права.
1919. године Простјејов је постао део новоосноване Чехословачке. У време комунизма град је нагло индустријализован. После осамостаљења Чешке дошло је до опадања активности тешке индустрије и до проблема са преструктурирањем привреде.

## Становништво
Простјејов данас има око 46.000 становника и последњих година број становника у граду опада. Поред Чеха у граду живе и Словаци и Роми.

## Галерија
- Градска већница
- Црква светих Петра и Павла
- Градско позориште
- Соколски дом